# 宇宙の再電離
宇宙の再電離 (うちゅうのさいでんり、英: cosmic reionization) とは、ビッグバン理論および現代宇宙論の分野において、宇宙の暗黒時代が過ぎた後に宇宙にある物質が再電離を起こした過程のことである。「宇宙の夜明け」と呼ばれることもある。
宇宙は誕生後に複数回の相転移を経験しており、宇宙の再電離はそれらの中でも最後の相転移とみなされる。宇宙のバリオン物質の大部分は水素とヘリウムからなっているが、宇宙の再電離においては厳密には水素の再電離のことを指す。
なおビッグバン元素合成によって生成されたヘリウムも同様の再電離の段階を経験したと考えられているが、これは宇宙の歴史において水素の再電離とは異なる時点で発生する。こちらは通常はヘリウム再電離 (英: helium reionization) と呼ばれる。

## 背景

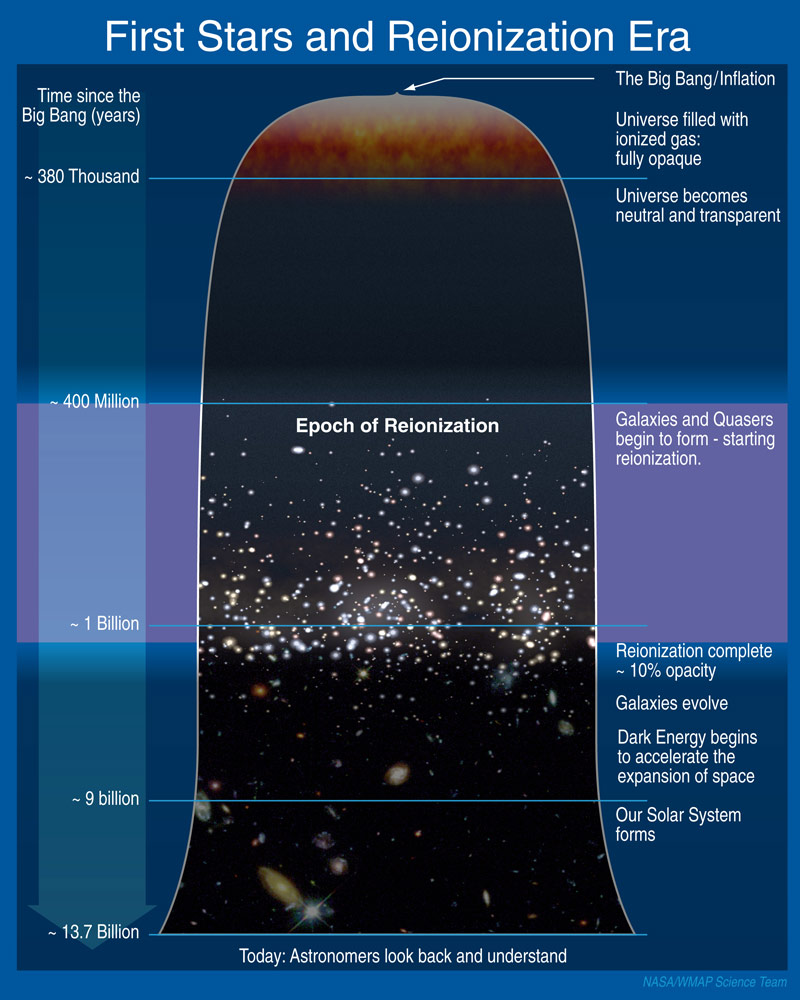
宇宙の歴史の中での再電離の位置を示した宇宙の年表の模式図。

宇宙に存在する水素が最初に経験する相変化は再結合 (宇宙の晴れ上がり) である。これは電子と陽子が中性水素を形成する再結合率が電離率を上回るまで宇宙が冷却することによって引き起こされるもので、赤方偏移が z = 1089 (ビッグバンの37万9000年後) で発生した。宇宙の晴れ上がり以前は、光子が自由電子によって全ての波長で散乱されるため (またわずかな割合であるが自由陽子によっても散乱される)、宇宙は不透明であった。しかし電子と陽子が結合して中性水素原子を形成するにつれて、宇宙は急速に透明になっていった。中性水素が持つ電子はある波長の光子を吸収して励起状態になることができるため、中性水素で満たされた宇宙はそれらが吸収される波長においてのみ比較的不透明であったと考えられるが、スペクトルの大部分においては透明であった。徐々に赤方偏移していく宇宙背景放射以外には光源が存在しなかったため、この時点で宇宙の暗黒時代が始まった。
その次の相変化は、銀河間物質として存在する中性水素を再電離するのに十分なエネルギーを持った天体が初期の宇宙に形成され始めた段階で発生した。これらの天体が形成され放射を始めるにつれて、宇宙は中性の状態から電離したプラズマが満たされた状態へと再び戻っていった。この過程は、赤方偏移が z = 20-10 (ビッグバン後2-5億年) の頃に始まり、z = 6 (ビッグバン後9億年) 頃までに完了したと考えられる。しかしこの時点では物質は宇宙の膨張によって拡散しており、また光子と電子の散乱相互作用は電子と陽子の再結合の前よりもずっと低頻度になっていた。そのため、宇宙は現在と同じく低密度の電離した水素で満たされ、透明なままであった。

## 検出手法
これまでの宇宙の歴史を振り返ることに関してはいくつかの観測的な困難がある。しかし、宇宙の再電離を調べるためのいくつかの観測的手法が存在する。

### クエーサーとガン・ピーターソンの谷
宇宙の再電離を調べる手段の一つは、遠方のクエーサーのスペクトルを用いるものである。クエーサーは並外れた量のエネルギーを放出しており、宇宙で最も明るい天体のひとつである。そのため、いくつかのクエーサーは再電離の時期ほどの過去のものであっても検出可能である。またクエーサーは空での位置や地球からの距離に関係なく比較的一様なスペクトルの特徴を持つ。そのため、それぞれのクエーサーのスペクトルの間に見られる大きな違いは、クエーサーからの放射がその視線方向にある原子と相互作用を起こした結果であると解釈することができる。水素のライマン系列のひとつにあるエネルギーを持つ波長は散乱断面積が大きいため、銀河間物質中にある中性水素の割合が極めて少ない場合であってもその波長での吸収は大いに発生しうる。
近傍にある天体の場合、原子の遷移に十分なエネルギーを持った光子のみが遷移を引き起こすことができるため、スペクトル中の吸収線は非常に鋭くなる。しかしクエーサーとそれを検出する望遠鏡の間の距離は非常に大きいため、光は宇宙の膨張にともなう顕著な赤方偏移を起こす。このことは、クエーサーからの光が銀河間物質中を通過して、また赤方偏移を受けることにより、ライマンα線限界未満であった波長が引き伸ばされて実質的にライマン吸収帯を埋め始めることを意味する。そのため、大きく広がった中性水素の領域を通過してきたクエーサーからのスペクトルは、鋭い吸収線が発生するかわりにガン・ピーターソンの谷と呼ばれるスペクトル上の特徴を示すようになる。
ある特定のクエーサーの赤方偏移からは、宇宙の再電離の時期に関する情報を得ることができる。ある天体が示す赤方偏移はその天体が光を放射した瞬間に対応しているため、いつ再電離が終わったのかを決定することが可能となる。ある赤方偏移未満の (時間・空間的に近い) クエーサーのスペクトルにはガン・ピーターソンの谷が見られない (ライマンαの森が見られる可能性はある)。一方で再電離よりも前に光を放出しているクエーサーはガン・ピーターソンの谷を示す。2001年にスローン・デジタル・スカイサーベイによって、赤方偏移が z = 5.82 から z = 6.28 の範囲にある4つのクエーサーが検出された。これらのうち z = 6 以上のクエーサーはガン・ピーターソンの谷を示し、この時点では銀河間物質が少なくとも部分的には中性であったことが示唆された。一方でこれを下回る赤方偏移のクエーサーのスペクトルはガン・ピーターソンの谷を持たず、水素は電離されていたことを意味する。再電離は比較的短い時間スケールで発生すると考えられているため、この観測結果は宇宙は z = 6 で再電離期の終わりに近づいていたことを示唆する。またこのことは、z > 10 では宇宙は依然としてほぼ完全に中性であったことを意味している。

### CMB の非等方性と偏光
宇宙マイクロ波背景放射の異なる角度スケールにおける非等方性 (もしくは異方性) も宇宙の再電離を調べるために用いられる。自由電子が存在するとき、光子はトムソン散乱として知られる散乱を受ける。しかし宇宙が膨張するにつれて自由電子の密度は低下していき、散乱の頻度も低くなっていく。宇宙の再電離の最中およびその後で、しかし電子密度が十分に低くなるほどの膨張が起きるよりも前の時期には、宇宙マイクロ波背景放射を構成する光は観測可能なトムソン散乱を受ける可能性がある。この散乱は宇宙マイクロ波背景放射の異方性のマップに二次的な異方性 (宇宙の晴れ上がりの後に引き起こされた異方性) を生じさせうる。全体的な効果は、小さいスケールで発生する異方性を消すようにはたらく。小さいスケールの異方性は消される一方で、再電離によって偏光の異方性が引き起こされる。観測された宇宙マイクロ波背景放射の異方性を見て、再電離が起きている時とそうでいない時を比較することで、再電離が起きた時の電子の柱密度を決定することが可能となる。これを用いて、再電離が発生した時の宇宙の年齢を計算することができる。
宇宙マイクロ波背景放射の全天観測を目的とした探査機 WMAP によって、背景放射の異方性の比較を行うことが可能となった。2003年に公開された初期の観測では、再電離は赤方偏移が 11 <z < 30 の間に起きたことが示唆された。この赤方偏移の範囲はクエーサーのスペクトルの研究に基づく結果とは明確な相違があった。しかしその後の WMAP の3年間の観測データを元にした結果では、再電離は z = 11 に始まり、z = 7 までに宇宙は電離されたという異なる結果が得られた。これはクエーサーの観測に基づく結果とよく一致する。
2018年のプランクによる観測に基づくと、再電離の瞬間の赤方偏移の値として z = 7.68 ± 0.79 が得られている。
宇宙の再電離の文脈では一般的に、パラメータとして「再電離の光学的深さ」である τ、もしくは再電離時の赤方偏移である zre が用いられる。これは再電離が瞬時に発生する事象であることを仮定したパラメータである。再電離は瞬時に発生するわけではないためこの仮定は物理的には正しくないが、zre は再電離の平均赤方偏移の推定を与えるものである。

### 21cm線
クエーサーのデータは宇宙マイクロ波背景放射の異方性のデータとおおむね一致しているものの、特に再電離のエネルギー源や再電離の最中の宇宙の構造形成への影響やその役割についてなど、数多くの疑問は依然として残されている。水素の21cm線は、これらの時期や再電離の後の暗黒時代を研究するための手段となりうる。
21 cm 線は、中性水素原子の電子と陽子のスピンの平行状態と反平行状態のエネルギー差に由来するものである。これらのエネルギー準位間の遷移は禁制遷移であり、これはこの遷移が発生するのは極めて稀であることを意味する。またこの遷移は温度に強く依存するため、天体が暗黒時代に形成されライマンアルファ光子が放出され、それが周囲の中性水素に吸収・再放射されることで、Wouthuysen–Field coupling と呼ばれる過程を介して 21 cm 線のシグナルを生成することになる。21 cm 線放射を調べることで、初期に形成された構造をよりよく調べることが可能となる。Experiment to Detect the Global Epoch of Reionization Signature (EDGES) による観測では再電離の時期のシグナルを示唆する結果が得られているが、確認のためにはさらなる追加観測が必要である。その他にも複数のプロジェクトが近い将来に 21 cm 線の観測で再電離の時期を探る計画を立てている。例として、PAPER、LOFAR、マーチソン広視野アレイ (MWA)、巨大メートル波電波望遠鏡 (GMRT)、Dark Ages Radio Explorer (DARE)、Large Aperture Experiment to Detect the Dark Ages (LEDA) が挙げられる。

## 再電離のエネルギー源

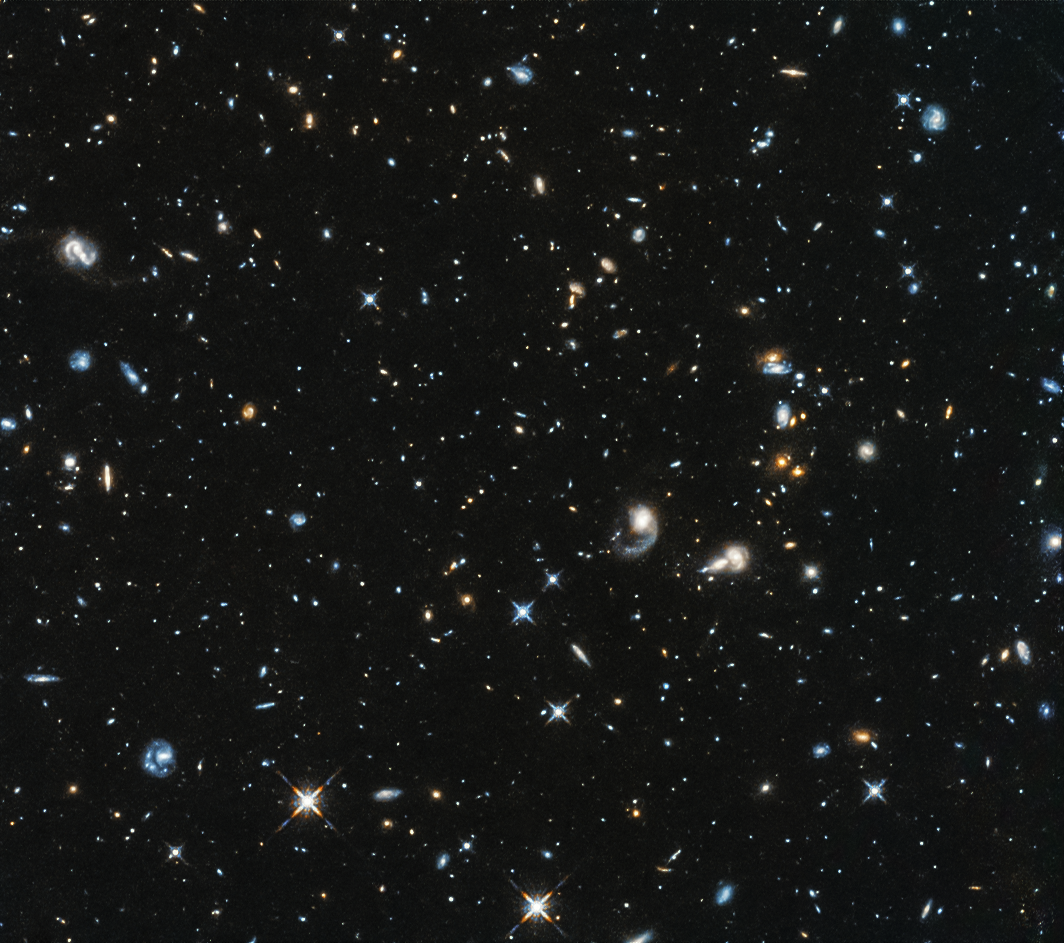
天文学者たちは宇宙がどのように再電離されたのかという疑問に答えるために、観測を用いようとしている。

宇宙の再電離が発生した可能性がある時期を狭めるための観測が行われているものの、どのような天体が銀河間物質を再電離した光子を供給したのかについては未だに明らかになっていない。中性水素原子を電離するためには、13.6 電子ボルト (eV) よりも大きいエネルギーが必要であり、これは波長に直すと 91.2 nm 以下に相当する。この波長は電磁スペクトルにおける紫外線の領域であり、すなわち宇宙の再電離を引き起こした主要候補は紫外線以上のエネルギーを大量に放射した全ての電磁波源ということになる。またエネルギーの供給源の寿命だけではなく、その天体がどれほどの数存在したのかも考慮する必要がある。これは、もしエネルギーが継続的に供給されていなければ、電離された陽子と電子は再結合してしまい、電離した状態を保つことができないためである。このように、どのような天体がエネルギー源であったとしても、「単位宇宙論的体積あたりの水素を電離する光子の放出率」が考慮すべき重要なパラメータとなる。このような制約から、クエーサーや初代星、銀河がエネルギーの主要な供給源であったことが予想される。

### 矮小銀河
矮小銀河は現在、宇宙の再電離期の間の電離光子の主要な供給源だったと考えられている。大部分の仮説において、矮小銀河が主要なエネルギー源であるためには、紫外線での銀河の光度関数の対数勾配 (しばしば α で表される) が、現在の値よりも急な α = -2 に近い必要がある。
2014年には2つの離れた光源から、2つの「グリーンピース」と愛称が付けられた銀河がライマン連続光の放射を行う候補天体である可能性があることが同定された。この結果は、これら2つの銀河は赤方偏移が大きいライマンα線とライマン連続光の放射を行う天体の、赤方偏移が小さい類似天体であることを示唆するものである。赤方偏移が大きいライマンα線とライマン連続光の放射を行う天体は、これまでに Haro 11 と Tololo 1247-232 の2つしか発見されていない。局所的なライマン連続光放射天体を発見することは、初期宇宙と再電離の時期に関する理論にとっては重要なことである。これら2つのグリーンピース銀河はスローン・デジタル・スカイサーベイ (SDSS) における整理番号として、1237661070336852109 (GP_J1219) と 1237664668421849521 が与えられている。
新しい研究では、宇宙の再電離が進行する間の紫外線のおよそ 30% は矮小銀河からの寄与によるものであることが示されている。矮小銀河が宇宙の再電離に対してこのような大きな影響を持つ理由は、大きい銀河から脱出できる電離光子の割合はわずか 5% であるのに対し、矮小銀河からは 50% が脱出できるからである。この研究を主導した J. H. Wise はスカイ&テレスコープ誌の取材に対し、「初期は最も小さい銀河が最初に支配的になった。しかしこれらは基本的に自身の超新星と周辺環境の加熱によって自らのガスを吹き飛ばすことによって自分自身を殺してしまう。その後に、より大きな銀河 (しかし銀河系より質量が100倍以上は軽いもの) が宇宙の再電離の仕事を引き継ぐことになる」と述べている。

### クエーサー
活動銀河核 (AGN) の一種であるクエーサーは、質量をエネルギーに効率的に変換し、水素を電離するためのエネルギーを超える十分な光を放射するため、宇宙の再電離の有望なエネルギー源だと考えられていた。しかし、再電離より前の時期にどれだけのクエーサーが存在したのかは分かっていない。再電離の時期に存在しているクエーサーは非常に明るいものしか検出されないため、その時期に存在していた暗いクエーサーについては直接的な情報は得ることができない。しかし、近傍の宇宙にありより容易に観測されるクエーサーを観測し、再電離の間の光度関数 (光度の関数としてのクエーサーの個数) が現在のものと概ね同じであると仮定することで、宇宙初期のクエーサーの個体数を推定することができる。このような研究によると、電離を起こす背景放射が低光度の AGN に占められている場合に限りクエーサーの光度関数が十分な電離光子を供給できるとされ、クエーサーだけで銀河間物質を再電離できるほどの十分な数のクエーサーは存在しなかったことが示されている。

### 種族IIIの恒星

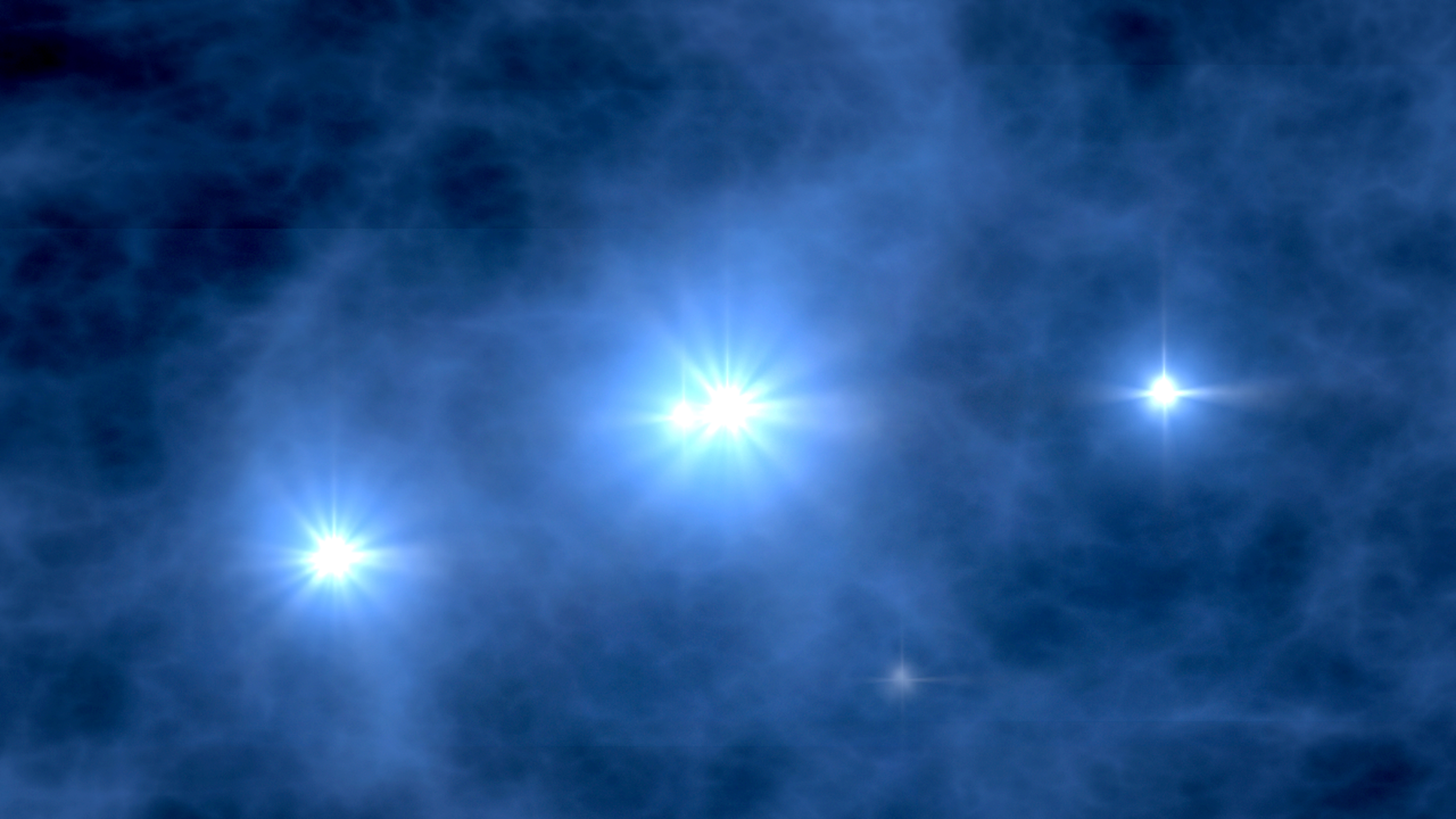
ビッグバンから4億年後の初代星の想像図。

種族IIIの恒星最も初期に形成された星であり、水素やヘリウムより重い元素を含まない恒星である。ビッグバン元素合成では、水素とヘリウム以外は微量なリチウムしか合成されなかった。しかしクエーサーのスペクトルからは、早い時期の銀河間物質に重元素が存在していたことが明らかになっている。超新星はそのような重元素を生成するため、超新星を起こすことになる高温で大きい種族IIIの恒星は再電離の機構であった可能性がある。種族IIIの恒星は直接観測されてはいないものの、数値シミュレーションを用いたモデルや、現在の観測と整合的である。重力レンズを受けた銀河からもまた種族IIIの恒星の間接的な証拠が得られている。種族IIIの恒星が直接観測されていなくても、これらの天体は説得力のある再電離のエネルギー源である。種族IIIの恒星はより多くの電離光子を放出するため、種族IIの恒星よりも効率的で効果的な電離源であり、妥当な初期質量関数を用いたいくつかの再電離のモデルでは、単独で水素を再電離することが可能であるとされている。結果として、現在では種族IIIの恒星が宇宙の再電離を開始したエネルギー源として最も有力視されているが、後にその他のエネルギー源がそれを引き継いで宇宙の再電離が完了した可能性がある。